# 新宿区立牛込仲之小学校
新宿区立牛込仲之小学校（しんじゅくくりつ うしごめなかのしょうがっこう）とは、東京都新宿区にある公立小学校である。

## 概要
- 本校は1908年（明治41年）9月1日、当時の東京府東京市牛込区市谷仲之町に設置された。
- 本校在所の地は江戸時代、徳川幕府の治安部隊と言われた御先手組の屋敷群（今で言う官舎）が在った場所と云われる[1]。
- 1964年の第18回夏季オリンピック東京大会開会式では本校児童の鼓笛隊が参加して華を添えた[2]。
- 学校公式キャラクター「牛仲ちゃん」を制定している[3]。

## 沿革
- 1908年（明治41年）9月1日 - 東京市牛込尋常小学校として開校。同日、校章ができる[4]。
- 1911年（明治44年） - 第1回卒業式挙行。
- 1923年（大正12年）9月1日 - 12時頃に発生した関東大震災により、屋根瓦と壁に僅少の被害があった。なお、校舎は避難者収容所となり、9月は休校した。
- 1925年（大正14年） - 理科室ができる。
- 1930年（昭和5年） - 校歌ができる。（作詞：高野辰之、作曲：信時潔[5][6]）
- 1931年（昭和6年） - プールができる。
- 1937年（昭和12年） - 新校舎が落成する。流線型模範校舎として新聞に紹介される。校旗を新調する。
- 1941年（昭和16年） - 国民学校令により、東京市牛込仲之国民学校と改称。
- 1944年（昭和19年） - 戦局の悪化により、栃木県芳賀郡市羽村、祖母ヶ井町、七井村、益子町に分かれて疎開する。残留児童とともに、帝都防衛部隊、通信部隊が校舎の一部を使用する。
- 1945年（昭和20年）
  - 時期不明 - 学区域戦災のため罹災者を収容する。集団疎開児童が帰ってくる。
  - 9月24日 - 余丁町国民学校（現在の新宿区立余丁町小学校）を統合する。
- 1946年（昭和21年） - 東京都牛込第六国民学校と校名を変更する。
- 1947年（昭和22年） - 学制改革により、東京都新宿区立牛込第六小学校と改称。牛込第六小学校母姉会が誕生する。
- 1948年（昭和23年） - 東京都新宿区立牛込仲之小学校と改称。新しい校章ができる。
- 1949年（昭和24年） - 児童科学教室が開設される。牛込仲之小学校PTAができる。
- 1955年（昭和30年） - 学校文集「さんご樹」が創刊される。
- 1957年（昭和32年） - 開校50周年記念式典挙行。式典に元文部大臣天野貞祐が参列。
- 1958年（昭和33年） - 図書館開館。
- 1964年（昭和39年）10月10日 - 旧国立霞ヶ丘競技場陸上競技場にて挙行する第18回夏季オリンピック東京大会開会式にて本校児童により編成する鼓笛隊が参加[2]。
- 1990年（平成2年） - 新校舎落成。
- 1994年（平成6年） - コンピューター教室完成。
- 1998年（平成10年） - 新宿区立牛込原町小学校を統合。
- 2008年（平成20年）3月8日 - 117人118脚を行い、ギネス記録を達成[7]。
- 2009年（平成21年）3月 - 第100回卒業式挙行。

小学校の児童数と教員数
| 年度     | 児童総数 | 1年生 | 2年生 | 3年生 | 4年生 | 5年生 | 6年生 | 教員数 | 職員数 |
| -------- | -------- | ----- | ----- | ----- | ----- | ----- | ----- | ------ | ------ |
| 令和元年 | 352人    | 77人  | 67人  | 47人  | 55人  | 47人  | 59人  | 20人   | 3人    |
| 令和2年  | 355人    | 67人  | 68人  | 64人  | 46人  | 58人  | 52人  | 20人   | 2人    |
| 令和3年  | 356人    | 54人  | 68人  | 63人  | 65人  | 45人  | 61人  | 20人   | 2人    |
| 令和4年  | 337人    | 53人  | 48人  | 67人  | 64人  | 61人  | 44人  | 21人   | 2人    |
| 令和5年  | 346人    | 64人  | 51人  | 49人  | 64人  | 60人  | 58人  | 22人   | 2人    |

## 通学区域
通学区域は以下の通り。進学先中学校を含む。
- 新宿区立牛込第一中学校
  - 市谷仲之町、市谷本村町（7番＜2～3号＞）、市谷薬王寺町、河田町（1～2番・3番＜1～2号・16～54号＞ ・8番＜11～33号＞）、住吉町（3番＜1～8号・17～24号＞・4～7番・8番＜7～28号＞、9～15番）
- 新宿区立牛込第二中学校
  - 原町1丁目（14～17番）・2丁目（1～12番・30～43番）・3丁目（1～10番・84～89番）、若松町（5番＜3～7号＞・6番＜12～20号＞）
- 新宿区立牛込第三中学校
  - 市谷本村町（4～6番・7番＜1号・4～19号＞・8～10番・42番）

## アクセス
- 都営地下鉄
  - 新宿線曙橋駅（A2出口）から、徒歩7分。
  - 大江戸線若松河田（西口）・牛込柳町（河田口）の両駅から、徒歩10分。
- 東京メトロ丸ノ内線四谷三丁目駅から、徒歩15分。
- 都営バスで、「牛込仲之交差点」バス停（環状3号線上）か、「東京女子医大」バス停下車後、徒歩。

## 出身者
- 本間茂雄 - 体操選手
- 斎藤義重 - 現代美術家
- 結城一朗 - 男優
- 小川是 - 官僚、大蔵事務次官
- 太地喜和子 - 女優
- JILL - ミュージシャン
- 浅間大基 - プロ野球選手

## 周辺
- 東京都道319号環状三号線
- 新宿区立薬王寺児童館
- 浄栄寺
- 蓮秀寺
- 警視庁第五機動隊
- 東京韓国学園
- 東京女子医科大学
  - 早稲田大連携先端生命医科学研究教育施設
  - 彌生記念教育棟
  - 東京女子医科大学病院
    - 総合外来センター
- 社会福祉法人幸会原町みゆき保育園
- 成城中学校・高等学校
  - 牛込成城幼稚園
- 中央大学市ヶ谷キャンパス
  - 記念館
- 防衛省本省
- 市ヶ谷政府刊行物発送センター